# Britische Invasionen am Río de la Plata

Mündungsgebiet des Río de la Plata, 1806

Die Britischen Invasionen am Río de la Plata (Spanisch: Invasiones Inglesas del Río de la Plata) waren erfolglose Einfälle der britischen Armee in den Jahren 1806 und 1807 mit dem Ziel, Orte am Ufer des Río de la Plata zu erobern. Dessen Ufer gehörten damals zum Vizekönigreich Río de la Plata und damit zum spanischen Kolonialreich. Spanien und Frankreich hatten am 21. Oktober 1805 in der Seeschlacht von Trafalgar eine schwere Niederlage erlitten. Spanien war mit dem Kaiserreich Frankreich verbündet; es war wirtschaftlich und militärisch geschwächt.
Die Invasion verlief in zwei Phasen:
- 1806 okkupierte ein Teil der britischen Truppen 46 Tage lang Buenos Aires, die Hauptstadt des Vizekönigreich Río de la Plata. Dann wurden sie von spanischen Truppen besiegt.
- 1807 eroberte eine zweite britische Streitmacht Montevideo, wo sie in den folgenden Monaten blieb, während eine dritte Streitmacht versuchte, Buenos Aires erneut zu erobern. In den eine Woche dauernden Kämpfen wurde die britische Armee in Straßenkämpfen durch die Miliz und die spanische Armee großteils aufgerieben. Nach diesem Desaster gaben die Briten ihre Pläne in Südamerika auf.

Das tatkräftige Eingreifen der einheimischen Bevölkerung und die fehlende Unterstützung des spanischen Mutterlandes waren mit ausschlaggebend dafür, dass es 1810 zur Mai-Revolution kam, nach der sich die spanische Kolonie unabhängig erklärte.

## Hintergrund
Pedro de Mendoza gründete am 2. Februar 1536 die Stadt Ciudad de Nuestra Señora del Buen Ayre (zu Deutsch: Stadt der Muttergottes der guten Luft). Nachdem sie 1580 nach vorheriger Aufgabe neu gegründet wurde, avancierte sie zu einer der größten Siedlungen Südamerikas. Als Portugal sich 1680 ebenfalls in der Nähe der Stadt niederließ, wollten die Spanier einen baldigen Übergriff der Kolonialmacht verhindern und gründeten darum 1726 auf der gegenüberliegenden Seite des Río de la Plata Montevideo.
1776 wurde das Vizekönigreich Río de la Plata gegründet, der Vorgängerstaat des modernen Argentiniens und weiterer Gebiete. Das Königreich Großbritannien hegte schon lange Ambitionen in Südamerika und befand, dass es am besten sein würde, wenn man sich die Gegend um den Río de la Plata einverleiben würde.
Die Napoleonischen Kriege spielten eine Schlüsselrolle als Auslöser des Einfalls der Briten. 1795 wurde im Frieden von Basel der Konflikt zwischen Spanien und Frankreich beigelegt, ein Jahr später erklärte sich Spanien bereit, Frankreich im Krieg gegen Großbritannien zu unterstützen, und gab Großbritannien somit den nötigen Grund für eine Kriegserklärung. Großbritannien entschloss sich, nach der Schlacht von Trafalgar, in der die franko-spanische Flotte besiegt wurde und somit der Status Spaniens als Seemacht ramponiert war, eine Expedition nach Südamerika zu schicken.

## Erste Invasion
Nachdem die niederländische Kolonie am Kap der Guten Hoffnung 1806 durch eine britische Armee unter dem Kommando David Bairds und Sir Home Pophams erobert wurde, schickte man eine 1.500 Mann starke Armee, unter der Führung William Carr Beresfords, über den südlichen Atlantik in Richtung Río de la Plata, um auch diese Kolonie der britischen Krone untertan zu machen.
Der spanische Vizekönig Rafael de Sobremonte bat daraufhin das spanische Mutterland um Unterstützung in Form von Truppen und Waffen, erhielt diese jedoch nicht gesandt. Zwar machte man ihm den Vorschlag, eine Miliz auszuheben, indem man die ansässige Bevölkerung bewaffnen lasse, doch Sobremonte widerstrebte der Plan, die kreolische Bevölkerung zu bewaffnen, woraufhin dieser Plan fallen gelassen wurde.
Am 25. Juni 1806 eroberte das britische Heer die Stadt Quilmes. Zwei Tage später fiel Buenos Aires in die Hände der Briten. Dies veranlasste den Vizekönig, seine Residenz weiter ins Landesinnere zu verlegen, er floh in die heute auf argentinischem Boden gelegene Provinz Córdoba mitsamt der Stadtschätze, musste diese im Laufe seiner Flucht vor der britischen Armee jedoch zurücklassen. Sein zögerliches Vorgehen gegen die feindliche Armee brachte die eigene Bevölkerung gegen ihn auf, die nach Abschluss der Invasion seine Wiedereinsetzung als Vizekönig verhindern konnte.
Die ansässige Bevölkerung begrüßte das Eintreffen der britischen Streitkräfte, obwohl einige befürchteten, in die Abhängigkeit der Inselmonarchie zu gelangen, da man zu diesem Zeitpunkt die Unabhängigkeit von jeglicher Krone bevorzugte. Eine der ersten Maßnahmen Beresfords war es, den Handel gewähren zu lassen und die Steuern per Dekret zurückzuführen. Dies missfiel jedoch den Großhändlern, die sich daraufhin dem Widerstand anschlossen.
Der französische Offizier Santiago de Liniers y Bremond, der sich damals in spanischen Diensten befand, organisierte von Uruguay aus die Rückeroberung der Stadt Buenos Aires mit der Unterstützung des dortigen Gouverneurs Ruiz Huidobro. Ebenfalls erwähnenswert ist die Teilnahme Juan Martín de Pueyrredóns, der die städtische Miliz, die sich aus Kreolen zusammensetzte, anführte.
Am 4. August 1806 erreichte Liniers Las Conchas, eine Gegend nördlich von Buenos Aires, und marschierte mit seinem gemischten Heer gen Süden. Nachdem man den britischen Truppen gegenüberstand, waren diese nach den Kämpfen gezwungen zu kapitulieren. Zwei Tage später, am 14. August, übernahm Liniers offiziell die Herrschaft über die Stadt Buenos Aires. Da Liniers eine zweite Invasion der Briten befürchtete, hob er eine kreolische Armee aus, von der die spanische Elite befürchtete, dass sie sich durch Waffengewalt von der spanischen Krone lossagen wollte.

## Zweite Invasion
Am 3. Februar 1807 eroberte eine 8.000 Mann starke Streitmacht unter Sir Samuel Auchmuty und Sir Charles Stirling Montevideo. Am 10. Mai desselben Jahres wurde John Whitelocke geschickt, um das Oberkommando zu übernehmen. Er traf am 27. Juni ein.
In Ensenada, 50 Kilometer südöstlich von Buenos Aires, gingen am 28. Juni mehr als 8500 britische Soldaten an Land. Am 2. Juli besiegten sie dank ihrer zahlenmäßigen Überlegenheit die von Liniers geführten spanischen Truppen bei einem Gefecht in der Nähe eines Gehöftes namens Miserere (span.: Combate de Miserere), am Weg von Ensenada nach Buenos Aires gelegen. Whitelocke forderte zweimal vergebens die Kapitulation der Stadt. Währenddessen tat Martín de Álzaga, der Bürgermeister von Buenos Aires, alles dafür, die Stadt auf den bevorstehenden Angriff vorzubereiten. Mit Begeisterung unterstützten ihn dabei die Bürger, die unter anderem Gräben aushoben und Palisaden errichteten, auch nachts im Licht Tausender Kerzen. Nach drei Tagen der Scharmützel mit Liniers’ Truppen entschloss sich Whitelocke, die Stadt am 5. Juli anzugreifen. Im Vertrauen auf die Überlegenheit seiner Armee teilte er seine Truppen in zwölf Kolonnen auf. Als die Briten durch die Straßen marschierten, bewarfen die Anwohner sie von den Dächern und aus den Obergeschossen mit Steinen und überschütteten sie mit kochendem Wasser, heißem Öl und ausgelassenem Rinderfett. Im Straßenkampf hielt die Bürgermiliz, deren Entschlossenheit und Kampfkraft Whitelocke unterschätzt hatte, den britischen Berufssoldaten stand. Die britischen Offiziere der verstreuten Kolonnen versäumten es, ihr Vorgehen zu koordinieren. Ihre Soldaten wurden von allen Seiten angegriffen. Die Milizen drängten die mittlerweile demoralisierten Briten zurück. Am Abend war nur noch der Stadtteil Retiro in ihrer Hand. Daraufhin bat Whitelocke die Spanier um einen eintägigen Waffenstillstand, was Liniers jedoch abgelehnte. Stattdessen schnürten seine Truppen bei ihrem Gegenangriff zur Unterstützung der Milizen die Briten ein. Am 6. Juli ließ Liniers Whitelocke die Bedingungen für die Kapitulation der Briten überbringen. Whitelocke hatte bereits etwa die Hälfte seiner Truppen verloren, darunter mehr als 2000 Tote und Verwundete sowie rund 1500 Mann, die sich den Spanier ergeben hatten, unter anderem die Einheiten unter dem Kommando von Brigadegeneral Robert Crauford. Am 7. Juli kapitulierte Whitelocke gegen die Zusicherung, sich nicht in Gefangenschaft begeben zu müssen, sondern mit dem Rest seiner Truppen das Land verlassen zu dürfen. Zudem verpflichteten sich die Briten, binnen zweier Monate auch aus Montevideo abzuziehen. Am 9. Juli schifften sich Whitelocke und seine Soldaten ein.
Nach seiner Rückkehr nach Großbritannien wurde Whitelocke im Januar vor ein Kriegsgericht gestellt. Ihm wurde Unfähigkeit, Feigheit und eine unnötige Kapitulation vorgeworfen. Nach 32 Tagen der Verhöre und Zeugenaussagen, die im Wortlaut auf 214 Seiten veröffentlicht wurden, wurde er unehrenhaft aus der Armee entlassen. Liniers wurde später Vizekönig von Río de la Plata.